# Walid Ismail
Walid Ismail (tiếng Ả Rập: وليد إسماعيل, sinh ngày 11 tháng 11 năm 1984) là cầu thủ bóng đá người Liban, thi đấu ở vị trí hậu vệ tại câu lạc bộ Salam Zagharta.

## Bàn thắng quốc tế
| #  | Ngày                 | Địa điểm                          | Đối thủ  | Ghi bàn | Kết quả | Trận đấu |
| -- | -------------------- | --------------------------------- | -------- | ------- | ------- | -------- |
| 1. | 19 tháng 12 năm 2012 | Sân vận động Quốc tế Saida, Sidon | Pakistan | 1–0     | 3–1     | Giao hữu |

## Danh hiệu
Zob Ahan
- Cúp Hazfi: 2014-15, 2015-16